# سیلیفکه
سیلیفکه (ترکی استانبولی: Silifke kalesi) قلعه‌ای در ترکیه است که توسط بیزانس ساخته و سلسله هایی مانند قارامان و عثمانی و بیزانس از آن استفاده کرده اند اما در این زمان به عنوان یک مکان تفریحی استفاده میشود